# Sovrle
Sovrle (en serbe cyrillique : Соврле) est un village de Bosnie-Herzégovine. Il est situé dans la municipalité d'Ilijaš, dans le canton de Sarajevo et dans la fédération de Bosnie-et-Herzégovine. Selon les premiers résultats du recensement bosnien de 2013, il compte 1 381 habitants.

## Démographie

### Évolution historique de la population
| 1948 | 1953 | 1961 | 1971 | 1981 | 1991 | 2013  |
| ---- | ---- | ---- | ---- | ---- | ---- | ----- |
| -    | -    | 397  | 468  | 648  | 775  | 1 381 |

|  |